# Constantia cipoensis
Constantia cipoensis är en orkidéart som beskrevs av Paulo Campos Porto och Alexander Curt Brade. Constantia cipoensis ingår i släktet Constantia, och familjen orkidéer. Inga underarter finns listade i Catalogue of Life.